# Desvío km 474
Desvío km 474 es una estación de ferrocarril ubicada en el departamento Tapenagá, provincia del Chaco, Argentina. Se encuentra sobre la Ruta Provincial 13 a unos 17 km al noreste de la localidad de Charadai.

## Servicios
Es una estación intermedia del servicio interprovincial que presta la empresa estatal Trenes Argentinos Operaciones entre las estaciones Los Amores y Cacuí, Provincia del Chaco.
Presta un servicio ida y vuelta cada día hábil entre cabeceras.
Las vías por donde corre el servicio, corresponden al Ramal F del Ferrocarril General Belgrano, las mismas son propiedad del estado de la Provincia del Chaco.